# L'hora d'estiu
L'hora d'estiu (en francès L'Heure d'été) és una pel·lícula dramàtica francesa del 2008 escrita i dirigida per Olivier Assayas. És la segona d'una sèrie de pel·lícules produïdes pel Musée d'Orsay, després de Le Voyage du ballon rouge de Hou Hsiao-Hsien. A la pel·lícula, dos germans i una germana són testimonis de la desaparició dels seus records d'infantesa quan han de renunciar a les pertinences familiars després de la mort de la seva mare. La pel·lícula va ser un triomf de la crítica als Estats Units. Ha estat doblada al català.

## Argument
Un dia d'estiu al camp, a casa de la vídua Hélène Berthier, que ha deixat caure el seu nom de casada de Marly, els seus tres fills, els seus cònjuges i tots els seus néts es reuneixen pel seu 75è aniversari. La seva preocupació és el que passarà amb la casa i els valuosos continguts acumulats pel seu oncle Paul Berthier, que era un artista reconegut i a qui estava dedicada. Ella espera que els nois decideixin de manera amistosa entre ells.
Poc després mor, i els tres hereus no estan d'acord. Mentre que Frédéric, el gran, vol mantenir la casa i el contingut com un lloc per a tota la família, els seus dos germans només volen uns records i tota la resta es converteixi en efectiu. L'Adrienne viu a Nova York amb un home americà, mentre que Jérémie i la seva dona han establert la seva llar a la Xina.
Com que l'Hélène no va fer cap disposició legal, l'impost sobre el patrimoni serà quantiós i l'advocat proposa reduir-lo donant artefactes a l'Estat. El Museu d'Orsay es compromet a portar alguns objectes preciosos per a la seva col·lecció, a continuació, el contingut restant es subhasta i la casa es ven. Abans que els nous propietaris prenguin el relleu, la filla de Frédéric, Sylvie, demana a tots els seus amics de l'escola d'allà una festa final i, per darrera vegada, el local s'omple de joves feliços. La fidel mestressa porta flors fresques a la tomba d'Hélène.

## Repartiment
- Charles Berling com a Frédéric Marly
- Juliette Binoche com Adrienne Marly, la germana petita de Frédéric
- Jérémie Renier com a Jérémie Marly, germà petit de Frédéric
- Edith Scob com Hélène Berthier
- Dominique Reymond com a Lisa Marly, esposa de Frédéric
- Valérie Bonneton com Angela Marly, esposa de Jérémie
- Isabelle Sadoyan com a Éloïse, la fidel mestressa d'Hélène
- Alice de Lencquesaing com Sylvie Marly, la filla gran de Frédéric

## Producció
La fotografia principal va començar a París el 4 de juny de 2007 i es va acabar el 27 de juliol de 2007. La pel·lícula era coneguda amb els títols provisionals Souvenirs du Valois i Printemps Passé.

## Llançament
La pel·lícula va rebre la seva estrena als Estats Units l'1 d'octubre de 2008, al 46è Festival de Cinema de Nova York. The Criterion Collection va llançar una edició especial de la pel·lícula el 20 d'abril de 2010.

## Recepció
L'hora d'estiu va ser un triomf de la crítica. Va rebre un 93% de crítiques positives a Rotten Tomatoes, i va ser una de les pel·lícules en llengües estrangeres més destacades dels Estats Units el 2009.
Per Jacques Mandelbaum de Le Monde, es tracta « d'una gran pel·lícula intimista». El periòdic quebequès Le Devoir assenyala que el tema i l'atmosfera de la pel·lícula recorden Un dimanche à la campagne  de Bertrand Tavernier o Milou en mai de Louis Malle.
El 9 de juny de 2017 The New York Times va publicar una llista de vint-i-cinc pel·lícules considerades pel diari com la millor del segle XXI i cridades, segons ell, a convertir-se en clàssics. Aquesta pel·lícula d'Olivier Assayas ocupa el número nou.

## Nominacions i premis
La pel·lícula va guanyar i va ser nominada a nombrosos premis de la crítica:
- Premi de la Boston Society of Film Critics a la millor pel·lícula en llengua estrangera
- Premi del Cercle de Crítics de Cinema de Nova York a la millor pel·lícula en llengua estrangera
- Premi de l'Associació de Crítics de Cinema de Los Angeles a la millor pel·lícula en llengua estrangera
- Premi de la National Society of Film Critics a la millor pel·lícula en llengua estrangera
- Premi de la Southeastern Film Critics Association a la millor pel·lícula en llengua estrangera
- Vancouver Film Critics Circle Awards
- Premis de l'Associació de Crítics de Cinema de Chicago (nominada)
- Washington D.C. Area Film Critics Association Award a la millor pel·lícula en llengua estrangera (nominada)
- Premis de la Houston Film Critics Society (nominat)
- Premis Online Film Critics Society (nominada)
- Societat de Crítics de Cinema de Denver (nominada)
- Premis Dallas-Fort Worth Film Critics Association (nominada)

Édith Scob va ser nominada al Premi César per la seva interpretació d'Hélène.